# Valdieri
Valdieri – miejscowość i gmina we Włoszech, w regionie Piemont, w prowincji Cuneo.
Według danych na rok 2004 gminę zamieszkiwały 964 osoby, 6,3 os./km².